# Neurosis
Neurosis ([njuəˈrousis], «невроз» (англ.)) — американская экспериментальная группа из Окленда, штат Калифорния, играющая уникальную смесь из различных музыкальных жанров, базируя свою музыку на хардкоре и сладже и добавляя в неё элементы дарк эмбиента, этники и фолка. Музыку, полученную в результате такого синтеза, иногда классифицируют как пост-метал. Помимо этого термина, в среде русскоязычных меломанов получил определённую известность термин «арткор», которым в 2001 году музыкальный критик Андрей Кугаевский охарактеризовал подобную музыку.

## История

### Ранние годы
В конце 1985 года бывшие участники Violent Coercion Скотт Келли и Дэйв Эдвардсон основали свою собственную хардкор-панк-группу. Пригласив в качестве барабанщика Джейсона Родера, они записали дебютный альбом «Pain of Mind», который не принёс группе успеха. Сразу же после выхода альбома к группе присоединились второй гитарист Стив Вон Тилл и клавишник Ноа Лэндис. В обновленном составе группа выпустила второй альбом «The Word as Law», на котором можно заметить изменения в звучании группы: уход от хардкор-панка в сторону смешения его с металлической музыкой. В этом же время к группе присоединился Адам Кендалл, который делал видеоинсталляции и поддерживал группу на живых выступлениях. В 1992 году вышел очередной альбом — «Souls at Zero», который стал первым настоящим плодом экспериментов со звучанием, включая в металлизированный хардкор элементы прога и фолк-музыки. Для записи партий духовых и струнно-смычковых инструментов были приглашены сторонние музыканты. Ещё через год последовала уже совершенно иная пластинка «The Enemy Of The Sun», обращенная к мифологии народов доколумбовой цивилизации Мезоамерики. Музыка ещё больше отличалась от того, с чего начинала группа, — альбом представлял собой сладж-метал с влиянием трибал-эмбиента и этнической музыки. По окончании тура в поддержку альбома из группы ушёл Адам Кендалл, а его обязанности принял на себя Pete Inc.

### Through Silver in Blood / Times of Grace
После выхода альбома «Through Silver In Blood» на Relapse Records в 1996 году произошёл большой скачок популярности группы в мейнстримной рок- среде. В это же время группа отправилась в Ozzfest-тур по Америке, выступая на одной сцене с Black Sabbath. На основе материала видеозаписей одного из таких выступлений было создано видео «Locust Star». Также члены коллектива создали сайд-проект «Tribes of Neurot», под эгидой которого выпускают экспериментальную музыку.
В 1999 году вышел альбом «Times of Grace», ознаменовавший начало сотрудничества со Стивом Альбини. Параллельно с выходом этого альбома «Tribes of Neurot» выпустили альтернативный вариант этого альбома под названием «Grace». Оба диска рекомендовали слушать одновременно на двух аудиопроигрывателях для наибольшего эффекта. После тура в поддержку альбома Neurosis основали собственный инди-лейбл «Neurot Recordings», на котором помимо издания новых релизов и переиздания старого материала впоследствии были изданы записи таких музыкантов, как Zeni Geva, Grails, OM, Savage Republic, Current 93. В 2000 году на нём был выпущен миньон Neurosis «Sovereign», в который помимо материала, не вошедшего в «Times of Grace», были включены видеоматериалы.

### Дальнейшая история
В августе 2001 года вышел альбом «A Sun That Never Sets», по-прежнему продюсированный Стивом Альбини на Relapse Records. Релиз представлял собой новую ступень в развитии группы: он преподносил творчество Neurosis с иной стороны — оставаясь таким же интенсивным в плане подачи, он стал более лёгок в восприятии за счёт отсутствия традиционной хардкоровой агрессии и претерпел серьёзные изменения в плане вокала — вместо традиционного хардкорного «вопля» ведущую роль сыграл меланхоличный и чистый вокал. Сразу же после выхода альбома Neurosis начали работу над DVD-версией, которая вышла в 2002 году и объединила аудио- и видеоискусство группы в единое целое. Помимо работы в самой группе, музыканты занимались сайд-проектами: Скотт Келли и Ноа Лэндис создали группу «Blood and Time» и выпустили альбом «At The Foot Of The Garden». Скотт Келли и Стив Вон Тилл также работали над сольными альбомами, вышедшими на Neurot Recordings. В 2003 году вышел совместный альбом Neurosis & Jarboe с бывшей вокалисткой Swans Джарбо.
В 2004 году Neurosis записали новый альбом под руководством Стива Альбини — «The Eye of Every Storm».
После трёх лет затишья Neurosis выпустили альбом «Given To The Rising», снова записанный при содействии Стива Альбини, и отправились в тур в поддержку альбома, по окончании которого Скотт Келли и Стив Вон Тилл выпустили по альбому своих сольных проектов — «The Wake» и «A Grave Is a Grim Horse» соответственно.

## Текущий состав
- Скотт Келли — гитара, вокал
- Стив Вон Тилл — гитара, вокал (с 1989 года)
- Дэйв Эдвардсон — бас-гитара, вокал, синтезатор
- Ноа Лэндис — клавишные, семплирование, орган, фортепьяно (с 1995 года)
- Джэйсон Родер — ударные

### Бывшие участники
- Чад «Gator Tofu» Салтер — вокал, гитара (1985—1989)
- Адам Кендалл — VJ (1990—1993)
- Саймон МакИлрой — синтезатор, семплы (1990—1994)
- Pete Inc. — VJ (1993—2000)
- Jackie Perez Gratz — виолончель (1999—2000)
- Джош Грэхэм — VJ (2000—2012)

## Дискография
- Pain of Mind LP (1987, Alchemy Records)
- The Word as Law LP/CD (1990, Lookout! Records)
- Souls at Zero LP/CD (1992, Alternative Tentacles)
- Enemy of the Sun LP/CD (1993, Alternative Tentacles)
- Through Silver in Blood LP/CD (1996, Relapse Records)
- Times of Grace LP/CD (1999, Relapse Records)
- Sovereign MCD (2000, Neurot Recordings)
- A Sun that Never Sets LP/CD (2001, Relapse Records)
- Neurosis & Jarboe LP/CD (2003, Neurot Recordings)
- The Eye of Every Storm LP/CD (2004, Neurot Recordings/Relapse Records)
- Given to the Rising LP/CD (2007, Neurot Recordings)
- Honor Found in Decay LP/CD (2012, Neurot Recordings)
- Fires Within Fires LP/CD (2016, Neurot Recordings)